# Mariana Chevtchouk
Pour les articles homonymes, voir Chevtchouk.
Mariana Sergueïevna Chevtchouk (en ukrainien : Мар'яна Сергіївна Шевчук), née le 22 mai 1996 à Khmilnyk, est une haltérophile handisport ukrainienne concourant en -55 kg. Elle décroche le titre paralympique en 2020 après le titre mondial en 2019.

## Carrière
Mariana Shevchuk est née avec une chondrodystrophie calcifiante congénitale qui affecte le développement des cartilages. Elle fait ses débuts internationaux aux Championnats d'Europe en 2015 où elle remporte le bronze puis l'argent deux ans plus tard aux Mondiaux 2017.
Début 2021, elle attrape une méningite. En août, elle remporte le titre paralympique lors des Jeux de 2020 en soulevant une barre à 125 kg dès sa première tentative puis le titre mondial quelques semaines plus tard.